# بانکی‌ها
بانکی‌ها یک مجموعه تلویزیونی محصول سال ۱۳۸۲ به کارگردانی مهدی مظلومی، نویسندگی حسین پاکدل، محمد کاظم اخوان، سروش سیری؛  مهدی مظلومی می‌باشد که از شبکه ۲ پخش شد.

## بازیگران
- مریم سعادت در نقش «مادر» و «معاون بانک»
- شهرام عبدلی
- امیر غفارمنش
- امیر نوری
- فرهاد آئیش
- احمد مهران‌فر
- محمدرضا حسین زاده
- جواد عابدی
- حسن پورشیرازی
- سیامک اشعریون
- شبنم فرشادجو
- شراره درشتی
- عباس محبوب
- عباس محبی
- علی رامز
- فلامک جنیدی
- لیلی رشیدی
- محمدرضا جوزی
- محمود بصیری
- محمود بنفشه‌خواه
- مهدی صبایی
- فریده دریامج
- مائده طهماسبی
- فرخ‌لقا هوشمند
- ارژنگ امیرفضلی
- ارشا اقدسی